# Rafael Pombo
José Rafael Pombo Rebolledo (Bogotá, 7 de noviembre de 1833 - Bogotá, 5 de mayo de 1912) fue un narrador, escritor, poeta, fabulista, traductor, intelectual y diplomático colombiano. 

## Biografía

### Nacimiento y vida
Nació en Bogotá, entonces República de la Nueva Granada, el 7 de noviembre de 1833. Hijo de Lino de Pombo O'Donnell y Ana María Rebolledo Tejada, ambos pertenecientes a las familias de la aristocracia de Popayán. Cuando el general Francisco de Paula Santander designa como secretario del Interior y de Relaciones Exteriores a Lino de Pombo, éste se traslada con su familia de Popayán a Bogotá.
En el hogar aprendió las primeras palabras de los labios de su madre. Su casa era un escenario social e intelectual al que acudían grandes exponentes de la política y las letras nacionales como José Eusebio Caro, Nicolás Tanco Armero, José María Rojas Garrido y Carlos Holguín Mallarino, entre otros. A la edad de once años ingresó en el seminario de la capital, donde el estudio del latín hizo de él un diestro traductor de los clásicos. Marcelino Menéndez Pelayo opinó de sus traducciones: "No las hay más valientes y atrevidas en nuestra lengua". De los poetas greco-latinos tradujo el episodio de Virgilio y a Horacio. También vertió al español El poeta moribundo, de Alphonse de Lamartine, y el soliloquio de Hamlet de William Shakespeare. Su escritura la mayoría de veces es dirigida a público infantil

### Vida en Estados Unidos
En 1855 Rafael Pombo desde Bogotá viaja a Estados Unidos para ocupar un cargo diplomático. De forma paralela a su trabajo, fue contratado por la D. Appleton & Company en Nueva York para traducir al castellano una serie de canciones infantiles de la tradición anglosajona. El resultado de este trabajo fue, más que una traducción, una adaptación transformativa que fue publicada en dos volúmenes con los títulos Cuentos pintados para niños y Cuentos morales para niños formales, en donde sale a relucir el talento de Pombo para la narración y el fluido manejo de la prosa dirigida.

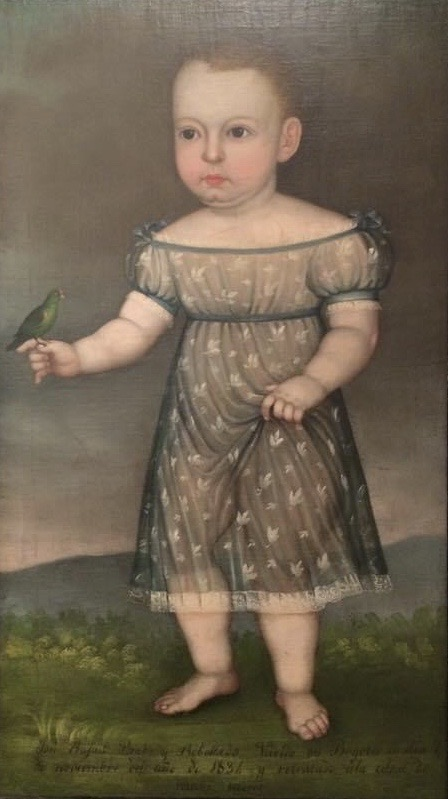
Rafael Pombo en su niñez (Colección Museo Nacional de Colombia, Bogotá)

Después de residir por espacio de diecisiete años en Estados Unidos, regresa a Bogotá para trabajar como traductor y periodista, llegando a fundar periódicos como El Cartucho y El Centro. También trabajó como libretista de las óperas Ester y Florinda del compositor José María Ponce de León. Además creó El gato bandido.

### Poeta, fabulista y traductor
A pesar de su extensa y diversa obra literaria, es recordado principalmente por esta contribución a la literatura infantil. Entre sus fábulas infantiles más populares están Michín, Juan Chunguero, Pastorcita, La pobre viejecita, Simón el bobito, El gato bandido y El renacuajo paseador.
Fue premiado en una ceremonia de coronación como Poeta Nacional de Colombia, en un homenaje en el Teatro Colón de Bogotá el 20 de agosto de 1905. El 6 de febrero de 1912 reemplazó a Manuel María Mallarino como miembro de la Academia Colombiana de la Lengua, de la que fue secretario vitalicio. El escritor tras la ceremonia se recluyó en cama, decayendo su salud progresivamente hasta su muerte el 5 de mayo de 1912. 
La ley 87 del 16 de noviembre de 1912 honró la memoria de Rafael Pombo nombrándolo Gloria de las Letras Nacionales.

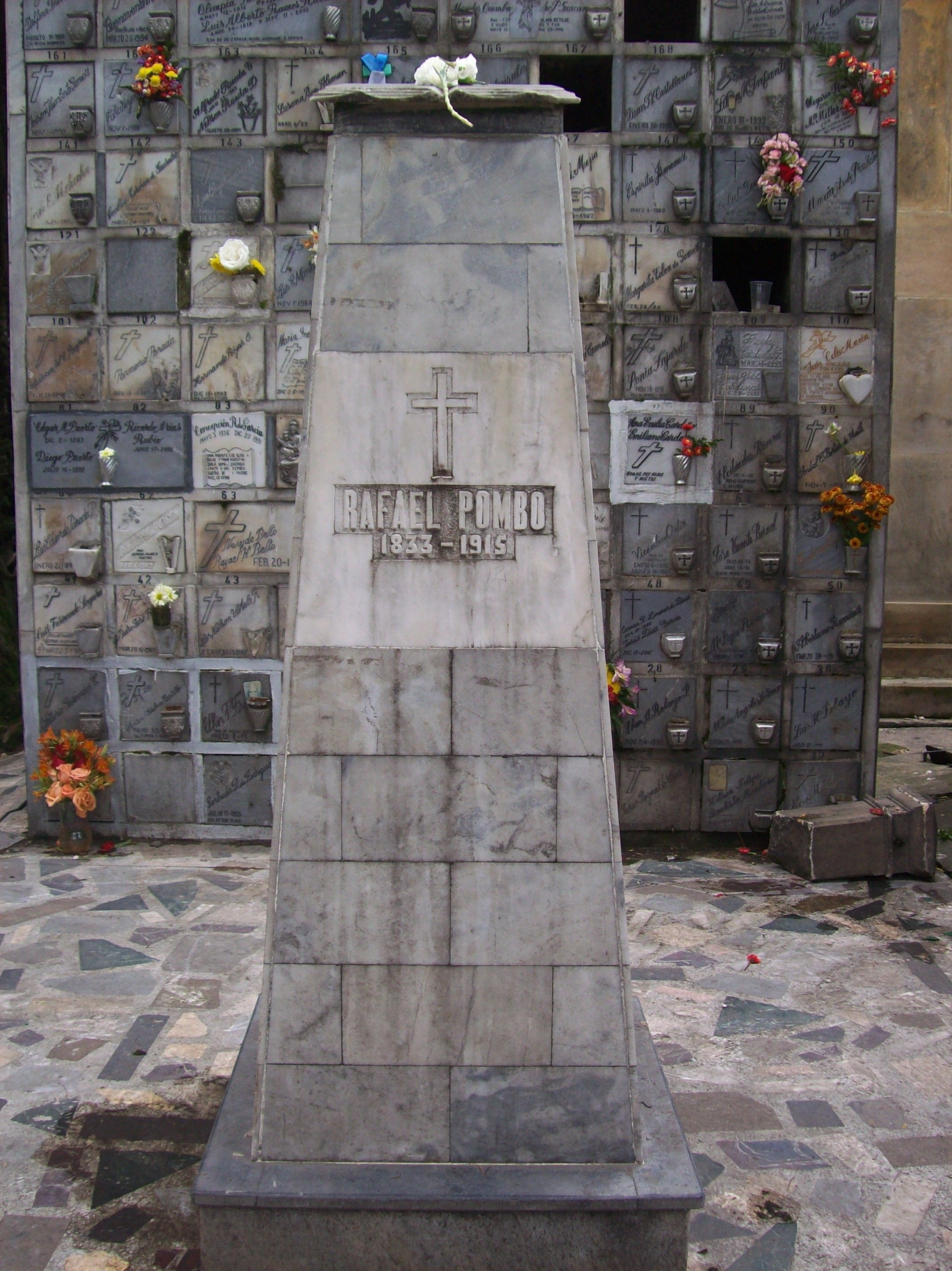
Tumba de Rafael Pombo en el Cementerio Central de Bogotá.

Pombo no publicó sus poesías, salvo algunas ediciones por petición de amigos. En sus últimos años cumplió y ordenó su producción literaria dispersa en diversos medios impresos de la época y en manuscritos que guardaba entre sus pertenencias. Tras su fallecimiento, su habitación fue sellada y solo casi cuatro años después, emitida una orden por parte de un tribunal a fin de hacer los inventarios de lo que dejara, se realizó la compilación de su obra poética.

### Selección de obras

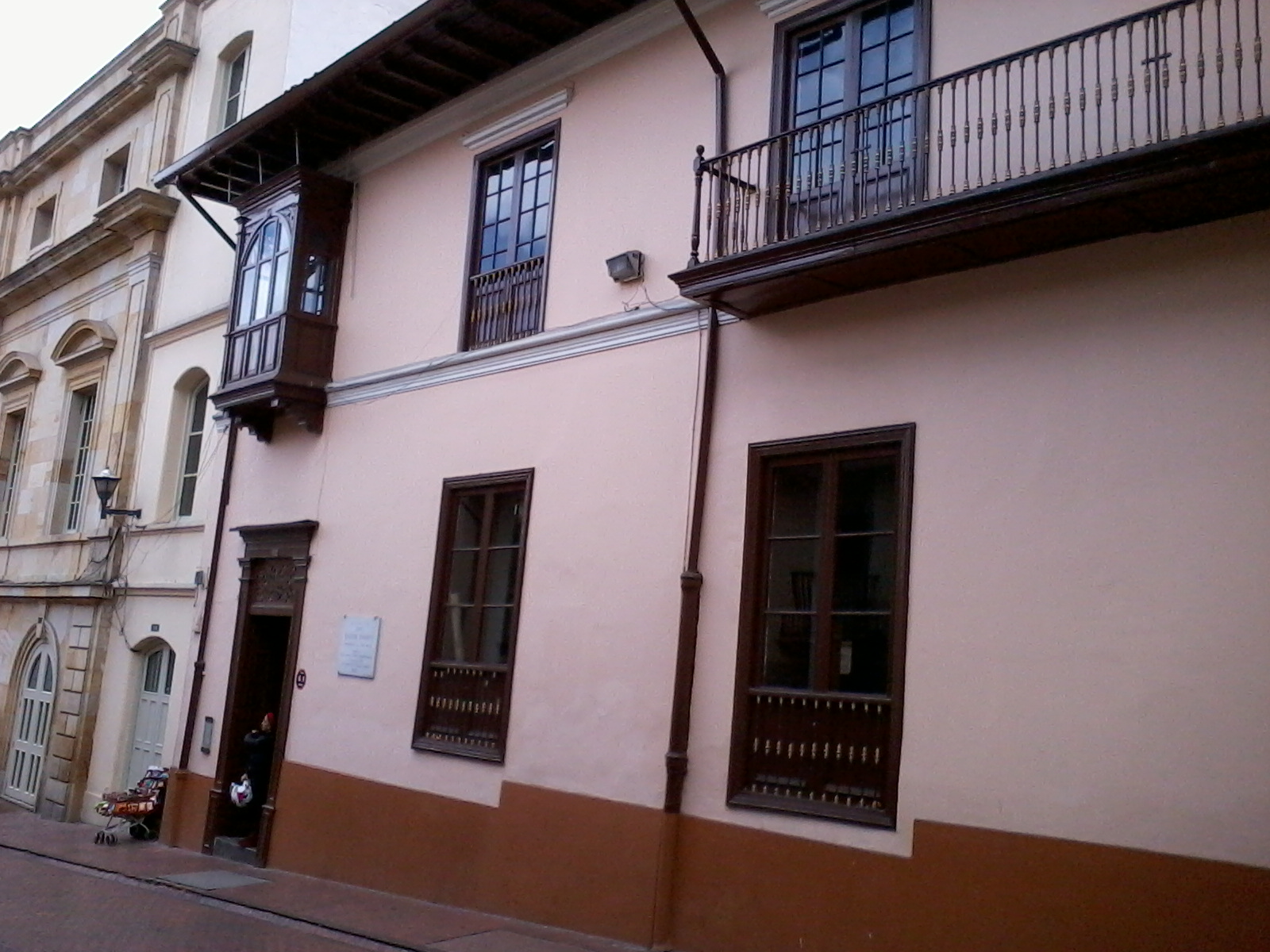
Casa diseñada por Thomas Reed en el barrio La Catedral, donde nació Pombo en 1833.

De sus obras infantiles hay que mencionar: El renacuajo paseador, también conocida como Rinrín Renacuajo, Mirringa mirronga, La pobre viejecita, Simón el bobito, El mosquito feliz y El gato bandido.
- También son populares: Pastorcita, Juan matachín, Cutufato y su gato, El niño y la mariposa, Las siete vidas de gato
- Periódico La Siesta (Bogotá, 1852). En compañía de José María Vergara y Vergara.